# マチコ先生
『マチコ先生』（マチコせんせい）は、2007年10月1日から2008年3月27日まで、テレビ神奈川 (tvk) で放送されていたバラエティ番組である。放送時間は、毎週月曜から木曜24:00 - 24:10 (JST)。
タイトルの一部にある「マチコ」とは、真夜中・中学生・高校生のそれぞれの頭文字を取ったものであり、『まいっちんぐマチコ先生』とは全く関係ない。

## 概要
「夜の特別課外授業」をキャッチフレーズに、女子高生に扮したtvkアナウンサーの小林咲夏と先生として登場するゲストが中高生のためのあらゆる情報を発信する青春バラエティ番組として放送された。

## 出演者
女子生徒
- 小林咲夏（tvkアナウンサー）

先生（週変わりのゲスト）
- 10月1日 - 4日：安田大サーカス
- 10月8日 - 11日：ヒロシ
- 10月15日 - 18日：山本彩乃
- 10月22日 - 25日：青島あきな
- 10月29日 - 11月1日：ROLLY
- 11月5日 - 8日：カラテカ
- 11月12日 - 15日：滝沢乃南
- 11月19日 - 22日：KONAN
- 11月26日 - 29日：庄司智春
- 12月3日 - 6日：音楽ガッタス (紺野あさ美、是永美記)
- 12月10日 - 13日：森下悠里
- 12月17日 - 20日：HotchPotchi
- 12月24日 - 27日：キン・シオタニ
- 1月7日 - 10日：パッション屋良（月曜日）・エレファントジョン（火曜日）・髭男爵（水曜日）・5番6番・やまもとまさみ（木曜日）
- 1月14日 - 17日：松嶋初音
- 1月21日 - 24日：倉科カナ
- 1月28日 - 31日：高橋直純
- 2月4日 - 7日：ダイノジ
- 2月11日 - 14日：八反安未果
- 2月18日 - 21日：ジェイク・シマブクロ
- 2月25日 - 28日：中村和裕
- 3月3日 - 6日：lecca
- 3月10日 - 13日：まりもみ（中里真美、加藤理恵、渋谷桃子、加藤みづき）
- 3月17日 - 20日：ハローバイバイ関暁夫
- 3月24日 - 27日：ハトヤでの卒業旅行。引率は寿司。最終日には特別ゲストとしてアントキの猪木が登場。

## 番組コーナー
- 中高生からもの申す
- 中高生の流行モノ！
- あなたの学校の美男美女
- 3秒制覇数学Workshop Gojuku Group渡部琢磨先生（水曜日）
- 俺占い！